# 12e étape du Tour d'Espagne 2021
Pour un article plus général, voir Tour d'Espagne 2021.
La 12e étape du Tour d'Espagne 2021 se déroule le jeudi 26 août 2021, entre Jaén et Cordoue, sur une distance de 175 km.

## Déroulement de l'étape
Dans la première partie de l'étape, plusieurs petits groupes de deux ou trois coureurs se portent à l'avant de la course et finissent par former une échappée de huit hommes à environ 80 kilomètres de l'arrivée. Il s'agit des Espagnols Mikel Iturria (Euskaltel-Euskadi) et Julen Amézqueta (Caja Rural), de l'Australien Sebastian Berwick (Israel Start-Up), du Néerlandais Jetse Bol (Burgos BH), des Belges Maxim Van Gils (Lotto Soudal), Sander Armée (Qhubeka) et Stan Dewulf (AG2R Citroën) et de l'Américain Chad Haga (DSM). Ce dernier est toutefois lâché lors de l'ascension de l'Alto de San Jeronimo alors qu'Itturia s'isole en tête au sommet avant d'être repris par ses compagnons d'échappée quelques kilomètres plus loin. L'avance des attaquants diminue fortement et les sept échappés sont repris un à un par le peloton. Le dernier des fuyards à résister est Van Gils qui est rattrapé par le peloton dans la dernière ascension du jour, l'Alto de 14 %, où un quatuor se forme en tête de la course à 20 kilomètres de l'arrivée. Il se compose de l'Australien Jay Vine (Alpecin Fenix), de l'Italien Giulio Ciccone (Trek-Segafredo), du Français Romain Bardet (DSM) et du Colombien Sergio Henao (Qhubeka). Les quatre fuyards sont toutefois repris par le peloton à 1 300 m de l'arrivée. Le sprint massif est remporté par le Danois Magnus Cort Nielsen qui signe à Cordoue une seconde victoire sur cette Vuelta.

## Résultats

### Classement de l'étape
| \| Classement de l'étape \| Classement de l'étape \| Classement de l'étape \| Classement de l'étape \| Classement de l'étape \| \| Coureur \| Coureur \| Pays \| Équipe \| Temps \| \| --------------------- \| --------------------- \| --------------------- \| --------------------- \| --------------------- \| \| 1er \| Magnus Cort Nielsen \| Danemark \| EF Education-Nippo \| 3 h 44 min 21 s \| \| 2e \| Andrea Bagioli \| Italie \| Deceuninck-Quick Step \| + 0 s \| \| 3e \| Michael Matthews \| Australie \| BikeExchange \| + 0 s \| \| 4e \| Matteo Trentin \| Italie \| UAE Team Emirates \| + 0 s \| \| 5e \| Andreas Kron \| Danemark \| Lotto-Soudal \| + 0 s \| \| 6e \| Felix Großschartner \| Autriche \| Bora-Hansgrohe \| + 0 s \| \| 7e \| Antonio Jesús Soto \| Espagne \| Euskaltel-Euskadi \| + 0 s \| \| 8e \| Anthony Roux \| France \| Groupama-FDJ \| + 0 s \| \| 9e \| Gianluca Brambilla \| Italie \| Trek-Segafredo \| + 0 s \| \| 10e \| Martijn Tusveld \| Pays-Bas \| Team DSM \| + 0 s \| |                     |           |                       |                 |
| |                     |           |                       |                 |
| Source : ProCyclingStats |                     |           |                       |                 |
| Classement de l'étape |                     |           |                       |                 |
| Coureur | Coureur             | Pays      | Équipe                | Temps           |
| 1er | Magnus Cort Nielsen | Danemark  | EF Education-Nippo    | 3 h 44 min 21 s |
| 2e | Andrea Bagioli      | Italie    | Deceuninck-Quick Step | + 0 s           |
| 3e | Michael Matthews    | Australie | BikeExchange          | + 0 s           |
| 4e | Matteo Trentin      | Italie    | UAE Team Emirates     | + 0 s           |
| 5e | Andreas Kron        | Danemark  | Lotto-Soudal          | + 0 s           |
| 6e | Felix Großschartner | Autriche  | Bora-Hansgrohe        | + 0 s           |
| 7e | Antonio Jesús Soto  | Espagne   | Euskaltel-Euskadi     | + 0 s           |
| 8e | Anthony Roux        | France    | Groupama-FDJ          | + 0 s           |
| 9e | Gianluca Brambilla  | Italie    | Trek-Segafredo        | + 0 s           |
| 10e | Martijn Tusveld     | Pays-Bas  | Team DSM              | + 0 s           |

## Classements à l'issue de l'étape

### Classement général
| \| Classement général \| Classement général \| Classement général \| Classement général \| Classement général \| \| Coureur \| Coureur \| Pays \| Équipe \| Temps \| \| ------------------ \| -------------------- \| ------------------ \| ---------------------------------- \| ------------------ \| \| 1er \| Odd Christian Eiking \| Norvège \| Intermarché-Wanty-Gobert Matériaux \| 45 h 33 min 18 s \| \| 2e \| Guillaume Martin \| France \| Cofidis \| + 58 s \| \| 3e \| Primož Roglič \| Slovénie \| Jumbo-Visma \| + 1 min 56 s \| \| 4e \| Enric Mas \| Espagne \| Movistar Team \| + 2 min 31 s \| \| 5e \| Miguel Ángel López \| Colombie \| Movistar Team \| + 3 min 28 s \| \| 6e \| Jack Haig \| Australie \| Bahrain Victorious \| + 3 min 55 s \| \| 7e \| Egan Bernal \| Colombie \| Ineos Grenadiers \| + 4 min 46 s \| \| 8e \| Adam Yates \| Royaume-Uni \| Ineos Grenadiers \| + 4 min 57 s \| \| 9e \| Sepp Kuss \| États-Unis \| Jumbo-Visma \| + 5 min 03 s \| \| 10e \| Felix Großschartner \| Autriche \| Bora-Hansgrohe \| + 5 min 38 s \| |                      |             |                                    |                  |
| |                      |             |                                    |                  |
| Source : ProCyclingStats |                      |             |                                    |                  |
| Classement général |                      |             |                                    |                  |
| Coureur | Coureur              | Pays        | Équipe                             | Temps            |
| 1er | Odd Christian Eiking | Norvège     | Intermarché-Wanty-Gobert Matériaux | 45 h 33 min 18 s |
| 2e | Guillaume Martin     | France      | Cofidis                            | + 58 s           |
| 3e | Primož Roglič        | Slovénie    | Jumbo-Visma                        | + 1 min 56 s     |
| 4e | Enric Mas            | Espagne     | Movistar Team                      | + 2 min 31 s     |
| 5e | Miguel Ángel López   | Colombie    | Movistar Team                      | + 3 min 28 s     |
| 6e | Jack Haig            | Australie   | Bahrain Victorious                 | + 3 min 55 s     |
| 7e | Egan Bernal          | Colombie    | Ineos Grenadiers                   | + 4 min 46 s     |
| 8e | Adam Yates           | Royaume-Uni | Ineos Grenadiers                   | + 4 min 57 s     |
| 9e | Sepp Kuss            | États-Unis  | Jumbo-Visma                        | + 5 min 03 s     |
| 10e | Felix Großschartner  | Autriche    | Bora-Hansgrohe                     | + 5 min 38 s     |

| Classement par points | Classement par points | Classement par points | Classement par points | Classement par points |
| Coureur               | Coureur               | Pays                  | Équipe                | Points                |
| --------------------- | --------------------- | --------------------- | --------------------- | --------------------- |
| 1er                   | Fabio Jakobsen        | Pays-Bas              | Deceuninck-Quick Step | 180 pts               |
| 2e                    | Magnus Cort Nielsen   | Danemark              | EF Education-Nippo    | 114 pts               |
| 3e                    | Primož Roglič         | Slovénie              | Jumbo-Visma           | 106 pts               |
| 4e                    | Michael Matthews      | Australie             | BikeExchange          | 92 pts                |
| 5e                    | Arnaud Démare         | France                | Groupama-FDJ          | 74 pts                |
| 6e                    | Matteo Trentin        | Italie                | UAE Team Emirates     | 73 pts                |
| 7e                    | Alberto Dainese       | Italie                | Team DSM              | 73 pts                |
| 8e                    | Enric Mas             | Espagne               | Movistar Team         | 69 pts                |
| 9e                    | Andrea Bagioli        | Italie                | Deceuninck-Quick Step | 69 pts                |
| 10e                   | Lilian Calmejane      | France                | AG2R Citroën Team     | 59 pts                |

| Classement par points | Classement par points | Classement par points | Classement par points | Classement par points |
| Coureur               | Coureur               | Pays                  | Équipe                | Points                |
| --------------------- | --------------------- | --------------------- | --------------------- | --------------------- |
| 1er                   | Fabio Jakobsen        | Pays-Bas              | Deceuninck-Quick Step | 180 pts               |
| 2e                    | Magnus Cort Nielsen   | Danemark              | EF Education-Nippo    | 114 pts               |
| 3e                    | Primož Roglič         | Slovénie              | Jumbo-Visma           | 106 pts               |
| 4e                    | Michael Matthews      | Australie             | BikeExchange          | 92 pts                |
| 5e                    | Arnaud Démare         | France                | Groupama-FDJ          | 74 pts                |
| 6e                    | Matteo Trentin        | Italie                | UAE Team Emirates     | 73 pts                |
| 7e                    | Alberto Dainese       | Italie                | Team DSM              | 73 pts                |
| 8e                    | Enric Mas             | Espagne               | Movistar Team         | 69 pts                |
| 9e                    | Andrea Bagioli        | Italie                | Deceuninck-Quick Step | 69 pts                |
| 10e                   | Lilian Calmejane      | France                | AG2R Citroën Team     | 59 pts                |

| Classement de la montagne | Classement de la montagne | Classement de la montagne | Classement de la montagne          | Classement de la montagne |
| Coureur                   | Coureur                   | Pays                      | Équipe                             | Points                    |
| ------------------------- | ------------------------- | ------------------------- | ---------------------------------- | ------------------------- |
| 1er                       | Damiano Caruso            | Italie                    | Bahrain Victorious                 | 31 pts                    |
| 2e                        | Romain Bardet             | France                    | Team DSM                           | 27 pts                    |
| 3e                        | Michael Storer            | Australie                 | Team DSM                           | 17 pts                    |
| 4e                        | Pavel Sivakov             | Russie                    | Ineos Grenadiers                   | 16 pts                    |
| 5e                        | Jack Haig                 | Australie                 | Bahrain Victorious                 | 15 pts                    |
| 6e                        | Primož Roglič             | Slovénie                  | Jumbo-Visma                        | 12 pts                    |
| 7e                        | Kenny Elissonde           | France                    | Trek-Segafredo                     | 11 pts                    |
| 8e                        | Rein Taaramäe             | Estonie                   | Intermarché-Wanty-Gobert Matériaux | 10 pts                    |
| 9e                        | Sepp Kuss                 | États-Unis                | Jumbo-Visma                        | 9 pts                     |
| 10e                       | Magnus Cort Nielsen       | Danemark                  | EF Education-Nippo                 | 8 pts                     |

| Classement de la montagne | Classement de la montagne | Classement de la montagne | Classement de la montagne          | Classement de la montagne |
| Coureur                   | Coureur                   | Pays                      | Équipe                             | Points                    |
| ------------------------- | ------------------------- | ------------------------- | ---------------------------------- | ------------------------- |
| 1er                       | Damiano Caruso            | Italie                    | Bahrain Victorious                 | 31 pts                    |
| 2e                        | Romain Bardet             | France                    | Team DSM                           | 27 pts                    |
| 3e                        | Michael Storer            | Australie                 | Team DSM                           | 17 pts                    |
| 4e                        | Pavel Sivakov             | Russie                    | Ineos Grenadiers                   | 16 pts                    |
| 5e                        | Jack Haig                 | Australie                 | Bahrain Victorious                 | 15 pts                    |
| 6e                        | Primož Roglič             | Slovénie                  | Jumbo-Visma                        | 12 pts                    |
| 7e                        | Kenny Elissonde           | France                    | Trek-Segafredo                     | 11 pts                    |
| 8e                        | Rein Taaramäe             | Estonie                   | Intermarché-Wanty-Gobert Matériaux | 10 pts                    |
| 9e                        | Sepp Kuss                 | États-Unis                | Jumbo-Visma                        | 9 pts                     |
| 10e                       | Magnus Cort Nielsen       | Danemark                  | EF Education-Nippo                 | 8 pts                     |

| Classement du meilleur jeune | Classement du meilleur jeune | Classement du meilleur jeune | Classement du meilleur jeune | Classement du meilleur jeune |
| Coureur                      | Coureur                      | Pays                         | Équipe                       | Temps                        |
| ---------------------------- | ---------------------------- | ---------------------------- | ---------------------------- | ---------------------------- |
| 1er                          | Egan Bernal                  | Colombie                     | Ineos Grenadiers             | 45 h 38 min 04 s             |
| 2e                           | Aleksandr Vlasov             | Russie                       | Astana-Premier Tech          | + 1 min 22 s                 |
| 3e                           | Gino Mäder                   | Suisse                       | Bahrain Victorious           | + 2 min 08 s                 |
| 4e                           | Juan Pedro López             | Espagne                      | Trek-Segafredo               | + 4 min 49 s                 |
| 5e                           | Rémy Rochas                  | France                       | Cofidis                      | + 17 min 12 s                |
| 6e                           | Steff Cras                   | Belgique                     | Lotto-Soudal                 | + 32 min 52 s                |
| 7e                           | Clément Champoussin          | France                       | AG2R Citroën Team            | + 39 min 59 s                |
| 8e                           | Jefferson Cepeda             | Équateur                     | Caja Rural-Seguros RGA       | + 42 min 08 s                |
| 9e                           | Michael Storer               | Australie                    | Team DSM                     | + 53 min 28 s                |
| 10e                          | Gotzon Martín                | Espagne                      | Euskaltel-Euskadi            | + 54 min 56 s                |

| Classement du meilleur jeune | Classement du meilleur jeune | Classement du meilleur jeune | Classement du meilleur jeune | Classement du meilleur jeune |
| Coureur                      | Coureur                      | Pays                         | Équipe                       | Temps                        |
| ---------------------------- | ---------------------------- | ---------------------------- | ---------------------------- | ---------------------------- |
| 1er                          | Egan Bernal                  | Colombie                     | Ineos Grenadiers             | 45 h 38 min 04 s             |
| 2e                           | Aleksandr Vlasov             | Russie                       | Astana-Premier Tech          | + 1 min 22 s                 |
| 3e                           | Gino Mäder                   | Suisse                       | Bahrain Victorious           | + 2 min 08 s                 |
| 4e                           | Juan Pedro López             | Espagne                      | Trek-Segafredo               | + 4 min 49 s                 |
| 5e                           | Rémy Rochas                  | France                       | Cofidis                      | + 17 min 12 s                |
| 6e                           | Steff Cras                   | Belgique                     | Lotto-Soudal                 | + 32 min 52 s                |
| 7e                           | Clément Champoussin          | France                       | AG2R Citroën Team            | + 39 min 59 s                |
| 8e                           | Jefferson Cepeda             | Équateur                     | Caja Rural-Seguros RGA       | + 42 min 08 s                |
| 9e                           | Michael Storer               | Australie                    | Team DSM                     | + 53 min 28 s                |
| 10e                          | Gotzon Martín                | Espagne                      | Euskaltel-Euskadi            | + 54 min 56 s                |

| Classement par équipes | Classement par équipes             | Classement par équipes | Classement par équipes |
| Équipe                 | Équipe                             | Pays                   | Temps                  |
| ---------------------- | ---------------------------------- | ---------------------- | ---------------------- |
| 1re                    | Ineos Grenadiers                   | Royaume-Uni            | 136 h 47 min 27 s      |
| 2e                     | UAE Team Emirates                  | Émirats arabes unis    | + 3 min 15 s           |
| 3e                     | Movistar Team                      | Espagne                | + 5 min 19 s           |
| 4e                     | Bahrain Victorious                 | Bahreïn                | + 5 min 58 s           |
| 5e                     | Jumbo-Visma                        | Pays-Bas               | + 10 min 44 s          |
| 6e                     | Trek-Segafredo                     | États-Unis             | + 20 min 46 s          |
| 7e                     | Intermarché-Wanty-Gobert Matériaux | Belgique               | + 31 min 46 s          |
| 8e                     | Astana-Premier Tech                | Kazakhstan             | + 36 min 44 s          |
| 9e                     | AG2R Citroën Team                  | France                 | + 56 min 39 s          |
| 10e                    | Cofidis                            | France                 | + 58 min 28 s          |

| Classement par équipes | Classement par équipes             | Classement par équipes | Classement par équipes |
| Équipe                 | Équipe                             | Pays                   | Temps                  |
| ---------------------- | ---------------------------------- | ---------------------- | ---------------------- |
| 1re                    | Ineos Grenadiers                   | Royaume-Uni            | 136 h 47 min 27 s      |
| 2e                     | UAE Team Emirates                  | Émirats arabes unis    | + 3 min 15 s           |
| 3e                     | Movistar Team                      | Espagne                | + 5 min 19 s           |
| 4e                     | Bahrain Victorious                 | Bahreïn                | + 5 min 58 s           |
| 5e                     | Jumbo-Visma                        | Pays-Bas               | + 10 min 44 s          |
| 6e                     | Trek-Segafredo                     | États-Unis             | + 20 min 46 s          |
| 7e                     | Intermarché-Wanty-Gobert Matériaux | Belgique               | + 31 min 46 s          |
| 8e                     | Astana-Premier Tech                | Kazakhstan             | + 36 min 44 s          |
| 9e                     | AG2R Citroën Team                  | France                 | + 56 min 39 s          |
| 10e                    | Cofidis                            | France                 | + 58 min 28 s          |

## Abandons
- Tobias Bayer (Alpecin-Fenix) : abandon